# Haide
«Haide» es el quinto sencillo promocional de la cantante griega Helena Paparizou para su sexto álbum en griego el cual se publicará en el mismo año. La canción aunque se preveía que fuera publicada el 1 de mayo, finalmente las tres versiones fueron publicadas en un EP el 28 de abril. Es la primera colaboración que hace la cantante con el afamado compositor griego Fivos o Phoebus a quien corresponde la composición y producción musical y la letra. Es una canción pop con sonidos e instrumentos étnicos. La letra de la versión en inglés es de Markela Panagiotou.

## Antecedentes
A pesar de que se sabía que Helena Paparizou estaba sumergida en el estudio preparando el nuevo álbum y de conocer algunas colaboraciones con compositores y productores, hasta el 12 de abril no se sabía nada de la colaboración con el consagrado compositor griego Fivos. El 16 de abril el productor ejecutivo y eventual letrista de Helena Paparizou, Yannis Doxas, publicó en su Facebook que la canción se lanzaría en tres versiones y la letra del estribillo.

## Promoción
La canción comenzó a sonar en más de cincuenta estaciones de radio de toda Grecia y Chipre el 24 de abril por lo que comenzó a sonar en todas partes. El 25 de abril, un día después de la publicación en las radios, Helena Paparizou interpretó la canción en los premios Madame Figaro Award Cyprus aunque la retransmisión de la gala en televisión no se llevó a cabo hasta el sábado 29 de abril. A pesar de que la fecha programada para la publicación de la canción era el 1 de mayo terminó publicándose en todos los medio digitales como iTunes, Youtube o Spotify el 28 de abril. En su primer día de lanzamiento la versión en inglés de la canción fue añadida en diez listas de reproducción en Spotify, siendo tan solo dos griegas, dos internacionales y las demás de Suecia.
El 27 de julio, Helena Paparizou interpretó Haide en los MAD Video Music Awards con una gran puesta en escena contando con dieciocho bailarines y con mucho colorido y motivos étnicos. A partir de esta actuación el videoclip comenzó a tener más visitas aumentando de una media de 40.000 visitas por día a más de 50.000. Desde su época de Eurovisión ninguna canción lanzada en Grecia había tenido tanta repercusión en otros países. Haide apareció en las listas de canciones digitales más vendidas en Grecia, Chipre, Bulgaria, Rumanía, Suecia, Finlandia y Dinamarca, incluso llegando a posicionarse entre las canciones más vendidas de Europa.

### Videoclip
El videoclip está dirigido por Vangelis Tsaousopoulos quien ya había dirigido los vídeos para Fiesta y Agkaliase Me. El videoclip fue grabado el mismo día de la publicación digital del sencillo, el 28 de abril contando con la presencia de cuatro bailarinas y con la coreografía de Chali Jennings. El videoclip con la versión en griego de la canción fue publicado en la cuenta de Vevo de Helena Paparizou el 12 de mayo consiguiendo más de 100.000 reproducciones en el primer día. El videoclip está cargado de imágenes que nos recuerdan al verano y una Helena muy atractiva con una intensa y étnica coreografía que se mezcla con anuncios de la marca de cosméticos Bioten. El 31 de mayo se publicaba en la cuenta de Vevo de Helena Paparizou el videoclip de la versión inglesa con los mismos planos y argumentos pero sin los anuncios publicitarios. El videoclip de la versión griega superaba el millón de visitas el 2 de junio, a tan solo veintiún días de su publicación.

## Canciones

### Haide
| N.º | Título                      | Duración |  |
| 1.  | «Haide»                     | 3:39     |  |
| 2.  | «Haide (English Version)»   | 3:39     |  |
| 3.  | «Haide (Summer Breeze Mix)» | 3:38     |  |

## Posicionamiento
| Listas                           | Posición más alta |
| -------------------------------- | ----------------- |
| Grecia iTunes Chart              | 1                 |
| Chipre iTunes Chart              | 2                 |
| Sri Lanka iTunes Chart           | 1                 |
| Bulgaria iTunes Chart            | 1                 |
| Rumanía iTunes Chart             | 14                |
| Suecia iTunes Chart              | 62                |
| Finlandia iTunes Chart           | 73                |
| Dinamarca iTunes Chart           | 186               |
| Grecia Billboard Downloads Chart | 3                 |
| Airplay Grecia                   | 4                 |
| Top 100 Shazam Bulgaria          | 5                 |
| Suecia Downloads Chart           | 13                |
| Spotify Viral 50 Grecia          | 28                |
| Europa TOP 100 Oficial           | 31                |
| Spotify Viral 50 Chipre          | 43                |